# SmugMug
SmugMug este un serviciu plătit de partajare a imaginilor, un serviciu de găzduire a imaginilor și o platformă video online pe care utilizatorii pot încărca fotografii și videoclipuri. De asemenea, compania facilitează vânzarea de suporturi digitale și tipărite pentru fotografi amatori și profesioniști. Pe 20 aprilie 2018, SmugMug a achiziționat Flickr de la Oath Inc.